# Гусенков, Владимир Петрович
Владимир Петрович Гусенков (8 февраля 1946, Льгов, Курская область — 4 ноября 2002) — российский политический деятель. Депутат Государственной Думы третьего созыва (1999—2002).

## Биография
Окончил Мурманское высшее инженерно-морское училище в 1979 году.
Владимир Гусенков был одним из самых состоятельных предпринимателей Мурманской области — к концу 90-х ему принадлежали уже не только суда, но и мурманский ресторан «Встречи», а также местный телеканал «Блиц».

### Депутат госдумы
Депутат Мурманской областной думы 2‑го созыва (1997), Государственной думы РФ 3‑го созыва (1999).
Скончался в США в одной из клиник в понедельник ночью 4 ноября 2002 года. Там он проходил курс лечения — был болен раком крови.
Стал вторым умершим мурманским депутатом-одномандатником Госдумы 3-го созыва. В январе 2000 года, всего через месяц с небольшим после парламентских выборов, в результате автокатастрофы погиб Геннадий Лузин. Тогда мурманчанам лишь через 11 месяцев, со второй попытки (в ходе первого голосования на участки пришло менее 25 % избирателей, и выборы были признаны несостоявшимися) удалось заполнить вакансию — депутатом был избран вице-губернатор области Игорь Чернышенко. Довыборы в связи со смертью Гусенкова не проводились — избранный депутат обладал бы мандатом менее года, что недопустимо по закону.